# Odonia acapulcensis
Odonia acapulcensis là một loài thực vật có hoa trong họ Đậu. Loài này được (Rose) Rose mô tả khoa học đầu tiên năm 1906.